# Автотехнічна експертиза
Автотехнічна судова експертиза — судова експертиза, пов'язана з дорожньо-транспортною подією (ДТП). Метою експертизи є встановлення технічного стану транспортних засобів, доріг і їх облаштування, дорожніх знаків і розміток, механізму дорожньо-транспортної пригоди (ДТП), психофізіологічного стану водія та учасників ДТП.